# E-girl và e-boy

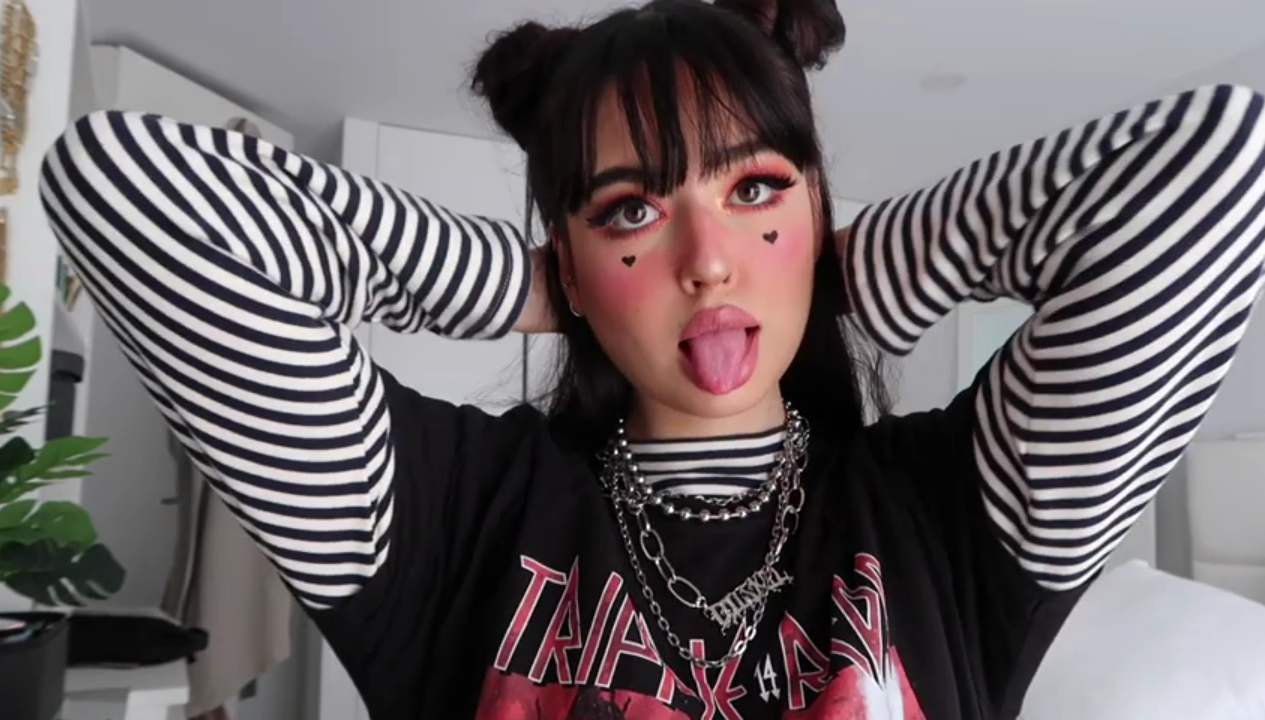
Một e-girl

E-girl và e-boy là một tiểu văn hóa giới trẻ nổi lên từ cuối thập niên 2010 và gần như chỉ được thấy trên mạng xã hội, được phổ biến chủ yếu bởi ứng dụng chia sẻ video TikTok. Các video của e-girl và e-boy thường theo kiểu tán tỉnh và gợi cảm. Biểu cảm ahegao với đôi mắt trợn tròn và lưỡi thè ra (bắt chước khuôn mặt khi lên đỉnh) là thứ thường gặp.
Theo Business Insider, hai thuật ngữ trên không xác định giới tính mà dùng để chỉ hai phong cách thời trang khác nhau. Trang này cho biết "Trong khi e-boy là hình mẫu "softboi" dễ bị tổn thương và đậm văn hóa trượt ván thì e-girl là mẫu người đáng yêu và tỏ vẻ ngây thơ".

## Lịch sử

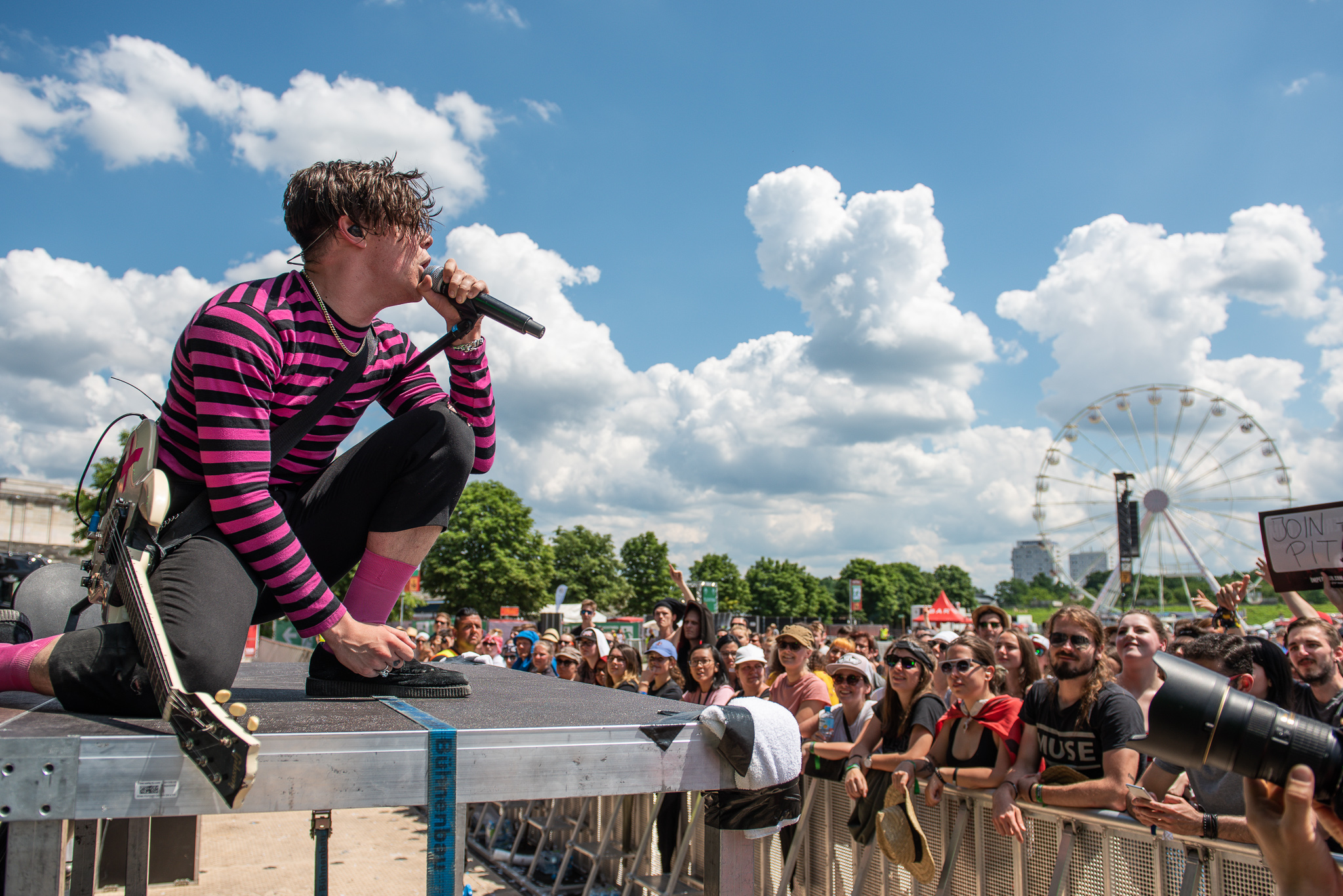
Nhạc sĩ người Anh Yungblud là một ví dụ điển hình của e-boy

Thuật ngữ "e-girl" và "e-boy" được bắt nguồn từ cụm từ "electronic boy" và "electronic girl" (cô gái/anh chàng điện tử) do sự xuất hiện của họ chủ yếu trên internet. Từ "E-girl" được sử dụng lần đầu vào cuối những năm 2000 như một từ lóng để chỉ những phụ nữ được cho là muốn tìm kiếm sự chú ý của đàn ông trên mạng. Theo một bài viết của Business Insider, những ví dụ sớm nhất của e-girl có thể được tìm thấy trên Tumblr, tuy nhiên theo Vice Media thì tiểu văn hóa này xuất phát từ những trào lưu văn hóa emo và scene trước đó. i-D gọi Avril Lavigne là "e-girl chính gốc" dựa trên phong cách thời trang alternative của cô, trái ngược với trào lưu chính thống thời bấy giờ và mối liên hệ với văn hóa kawaii.
Tiểu văn hóa e-girl/e-boy bắt đầu vào năm 2018 sau khi nền tảng TikTok được ra mắt trên toàn cầu. Nguồn cảm hứng của trào lưu này có thể kể đến các nghệ sĩ âm nhạc như Billie Eilish và Lil Peep, cùng với các nhân vật giả tưởng như Ramona Flowers, Harley Quinn và Thủy thủ Mặt Trăng. Tiểu văn hóa này bắt đầu nhận được sự chú ý vào năm 2019 thông qua các video trên ứng dụng TikTok. Theo một bài viết trên i-D, trào lưu e-girl/e-boy nổi lên trên TikTok cạnh tranh với những bức ảnh được trau chuốt và chỉnh sửa kỹ lưỡng của những influencer (người có ảnh hưởng trên mạng) và những cô gái VSCO thường thấy trên Instagram, nguyên do là vì TikTok không có những khả năng chỉnh sửa như vậy. Một bài viết trên CNN cho rằng: "Nếu những cô gái VSCO là hội hippie đầy ánh nắng của năm 2020, thì e-girl là điều ngược lại". MEL Magazine đưa ra mối liên hệ giữa sự phổ biến của tiểu văn hóa này với sự quan tâm ngày càng lớn của truyền thông phương Tây với các nhóm nhạc K-pop như BTS, Exo và Got7 do sự tương đồng trong phong cách thời trang và làm đẹp.
Tiểu văn hóa e-girl/e-boy tiếp tục phát triển trong suốt năm 2020: tạp chí Vogue đã cho xuất bản một bài viết nói về trang điểm phong cách e-girl với sự xuất hiện của nữ ca sĩ Doja Cat; "e-girl style" (phong cách e-girl) còn xuất hiện trong top 10 từ khóa thời trang được tìm kiếm nổi lên nhất năm trên Google. Một số người nổi tiếng cũng bắt đầu chọn kiểu tóc nhuộm sọc thường được thấy ở các e-girl, trong đó có nhân vật nổi tiếng người Mỹ Kylie Jenner và nữ ca sĩ người Kosovo-Anh Dua Lipa. Bài hát E-Girls Are Ruining My Life! của Corpse Husband, được phát hành tháng 9 năm 2020, thu hút được sự chú ý lớn trên TikTok, sau đó còn xuất hiện trong bảng xếp hạng UK Singles Chart trong ba tuần.

## Thời trang
Phong cách thời trang của các e-girl/e-boy được lấy cảm hứng từ nhiều tiểu văn hóa, xu hướng thời trang và giải trí từng có trong lịch sử, trong đó bao gồm văn hóa trượt ván, thời trang thập niên 1990–2000, anime, K-pop, BDSM, emo, scene, hip hop, và rave. Dazed mô tả phong cách này là "Một chút bondage và một chút baby". Những bộ trang phục thường có dáng rộng, mua tại các cửa hàng từ thiện. Cụ thể, một số e-girl hay mặc áo lưới, chân váy kẻ ô sọc, áo phông lớn cỡ, crop top, giày đế cao, choker và mũ beanies, trong khi các e-boy thường mặc áo len lớn cỡ hoặc đồ đơn sắc kèm thêm những vật dụng lưu niệm của các ban nhạc, bên trong có thể mặc áo kẻ sọc dài tay, hoặc áo cổ lọ. Họ cũng thường xuyên đeo vòng cổ xích, dây đeo túi ví và khuyên tai dáng dài (dangle earrings). Các e-boy thường chọn kiểu tóc bổ luống (curtained hair), còn các e-girl hay nhuộm tóc màu neon thường là hồng hoặc xanh dương, hoặc tẩy vàng ở phía trước. Some tie their hair into pigtails. Cả ở e-girl và e-boy đều có thể thấy kiểu tóc được nhuộm thành hai màu khác nhau.
Các e-girl và e-boy hay trang điểm rất nhiều, cụ thể là thoa phấn hồng lên má và mũi để bắt chước phong cách trong anime. Một số thứ thường gặp ở phong cách e-girl là đốm tàn nhang giả, móng tay sơn ẩu hay kẻ mắt cánh. YouTuber Jenna Marbles từng làm một video bắt chước kiểu trang điểm của e-girl; cô gọi đây là sự kết hợp giữa "phong cách trang điểm Harajuku, emo, và igari" (igari là một kiểu trang điểm của Nhật Bản giống như khuôn mặt một người tỉnh sau cơn say rượu). Một số e-girl còn tô son lên nhân trung để môi trông tròn hơn. Một yếu tố nổi bật trong trang điểm kiểu e-girl là những hình được vẽ dưới mắt, thường là hình trái tim. Mặc dù xu hướng này chịu ảnh hưởng trực tiếp từ Marina Diamandis, nguồn gốc của nó đã có từ khi dịch đậu mùa còn ở Anh vào thế kỷ 16; khi đó người ta hay cắt những miếng giấy hoặc miếng vài thành những hình thù nhỏ để dán che sẹo.
Phong cách thời trang của các e-boy và e-girl thường chịu ảnh hưởng từ những tư tưởng chính trị tiến bộ hay "thức tỉnh" (woke) của họ. Sự linh hoạt giới tính và tình dục là điều thường thấy trong tiểu văn hóa này: nhiều e-boy thể hiện mình theo những cách nữ tính hơn như đeo choker hay trang điểm. Nhạc sĩ Yungblud, một người theo phong cách e-boy, thường hay mặc váy trên sân khấu. Những thảo luận về vấn đề sức khỏe tâm thần cũng là điều thường gặp.

## Âm nhạc
E-boy và e-girl thường được liên hệ với âm nhạc "Sad Boy", một nhóm rộng các nhạc sĩ thường sáng tác các bài hát lấy cảm hứng từ nỗi buồn và các vấn đề tâm lý, thường hay trùng lặp với emo rap. Các nhạc sĩ Sad Boy có thể kể đến Lil Peep, Juice WRLD, Brockhampton, Frank Ocean, Joji, Tyler, the Creator, Jaden Smith, Hobo Johnson, Rex Orange County và James Blake. Thuật ngữ này đã chỉ trích bởi một số nghệ sĩ như James Blake do nó không phản ánh đúng những vấn đề tâm lý được thể hiện trong các tác phẩm. Một số nhạc sĩ khác cũng được liên hệ với tiểu văn hóa này gồm có Twenty One Pilots và Billie Eilish.

## Các e-girl và e-boy nổi bật
- Belle Delphine, một nhân vật internet, người mẫu và YouTuber người Nam Phi-Anh[50]
- Bianca Devins, một nạn nhân người Mỹ bị sát hại[26]
- Doja Cat, một ca sĩ, rapper, nhạc sĩ và nhà sản xuất thu âm người Mỹ[51][52]
- Billie Eilish, một ca sĩ-nhạc sĩ người Mỹ[53]
- Grimes, một nhạc sĩ, ca sĩ, nhà sản xuất thu âm, đạo diễn video ca nhạc họa sĩ người Canada[5]
- Lil Huddy, một nhân vật internet người Mỹ[26]
- Neekolul, một streamer trên Twitch và nhân vật trên TikTok người Mỹ[54]
- Milly Shapiro, một diễn viên và ca sĩ người Mỹ[55][56]
- Yungblud, một ca sĩ, nhạc sĩ và diễn viên người Anh[44]